# Vegetarijanstvo
Vegetarijanstvo (lat. vegetus — živ, krepak, čio; lat. vegetatio — biljke, rastinje), često pravopisno nepravilno kao „vegeterijanstvo”, način je ishrane koja se sastoji od namirnica biljnog porekla(širok spektar žitarica, mahunarki, voća i povrća), eventualno mlečnih proizvoda i jaja, ali bez životinjskog mesa uključujući i ribu. Prema nekim autorima vegetarijanska ishrana ima brojne zdravstvene benefite. U prilog ovoj vrsti ishrane se često navode i etički i ekološki argumenti.
Čest razlog za vegetarijansku ishranu je etički problem sa ubijanjem životinja. Svojim poznatim sloganom “meso je ubistvo” (engl. meat is murder) vegetarijanci koji pripadaju ovoj grupi žele da naglase da njihova ishrana ne počiva na ubijanju životinja.
U Svetome pismu (1 Moj 1, 29; Rim 14, 21) se takođe vegetarijanstvo preporučuje kao najbolji oblik ishrane.

## Istorija vegetarijanstva
Pouzdana saznanja o vegetarijanskoj ishrani datiraju unazad nekoliko hiljada godina u Indiji, gde je vegetarijanstvo, bilo i ostalo uobičajeno, kao spiritualna praksa, poznata kao ahimsa (nenasilje). U Evropi, grčki filozof Pitagora koji je živeo krajem 6. veka p.n.e je bio veliki pobornik vegetarijanstva. Vegetarijanstvo su početkom naše ere zagovarali eseni, a kasnije manihejci, bogumili i katari.
U 18. veku već su poznate sve prednosti bezmesne ishrane koje se i danas navode, što je utrlo put širenju vegetarijanstva u sve zemlje i među sve slojeve ljudi. Žitarice i povrće postaju dostupni skoro svakom čoveku, a dr Vilijam Lambe (engl. William Lambe) uvodi modernu metodu lečenja svojih pacijenata od raka prepisujući im bezmesnu dijetu.
Godine 1847. na sastanku u engleskom primorskom gradu Remsgejtu je osnovano Vegetarijansko društvo (engl. Vegetarian Society). Ogranci društva su ubrzo osnovani i u Mančesteru i Londonu, i ono i dan danas deluje. Godine 1889. Mahatma Gandi je postao član Vegetarijanskog društva. Od tada svakodnevno raste broj vegetarijanaca i vegetarijanskih udruženja širom sveta. U SAD se danas oko 3% stanovništva izjašnjava kao vegetarijanci, s tendencijom porasta tog broja.

## Vrste vegetarijanaca
Postoji više vrsta vegetarijanaca:
- Vegetarijanci jesu ljudi koji ne jedu meso.
- Vegani su ljudi koji potpuno odbacuju namirnice životinjskog porekla, uključujući jaja, mlečne proizvode i med.
- Sirovi vegani (engl. Raw Vegans) jedu samo sirove biljne namirnice, mahom voće, povrće, orašaste plodove, semenje, i žitarice, jer smatraju da se termičkom obradom (kuvanjem, prženjem, pečenjem) gubi velika količina vitamina i fitonutrijenata, stvaraju štetne i kancerogene materije. Prave hleb koji se peče na suncu, “sunčani hleb”.
- Makrobiotika. Makrobiotičari praktikuju prehranu baziranu na celim zrnima žitarica i mahunarki. Jedu samo organski uzgojene namirnice, bez pesticida, bez veštačkih đubriva. Izbegavaju rafinisani (beli) šećer, rafinisano ulje i belo pšenično brašno. Umesto toga koriste žuti šećer, nerafinisano ulje (najčešće maslinovo) i crno brašno.
- Frutarijanci jedu samo plodove i semenje.
- Radikalni frutarijanci jedu isključivo plodove voća koje je samo palo na zemlju.

Polu vegetarijanci jesu ljudi koji jedu vegetarijansku ishranu,ali povremeno jedu i belo i riblje meso.

## Razlozi za vegetarijansku ishranu
Razlozi za vegetarijanstvo mogu biti mnogi, između ostalog:

### Etički razlozi
Jedno od osnovnih pitanja a ujedno i ciljeva etike: “Kako smanjiti višak patnje?” izmešteno izvan antropocentričke perspektive dobija sasvim novi prizvuk. Patnja više nije samo ljudska patnja a zadovoljenje ljudskih potreba se ne može ostvarivati na štetu svih ostalih živih bića. Time poštovanje ljudskog života prelazi u poštovanje života kao takvog. Vegetarijanci veruju da ni jedno živo biće ne želi biti ubijeno. Iz istog razloga mnogi vegetarijanci izbegavaju nošenje odeće i obuće od životinja odnosno kože i krzna.
Oni smatraju da nanošenje bola, a osobito oduzimanje života nije etički čin i da se samim tim nameće vegetarijanstvo kao način razmišljanja. Mnogi takođe smatraju da držanje životinja zatvorenima nije humano.

### Religijski razlozi
Učenja mnogih religija zabranjuju oduzimanje života iz čega proizlazi vegetarijanstvo, kao npr. hinduizam, budizam, taoizam, sikizam, đainizam, sufizam, rastafarijanizam, hare krišna i mnoge manje hrišćanske verske zajednice. U jevrejskom, islamskom i hrišćanskom predanju se govori o rajskom vrtu što mnogi vegetarijanci tumače kao argument da je prvobitna čovekova ishrana (“pre izgona iz raja”) bila vegetarijanska.
U Svetome pismu Bog jasno stavlja do znanja: „evo, dao sam vam sve bilje što nosi sjeme po svoj zemlji, i sva drveta rodna koja nose sjeme; to će vam biti za hranu.” (1 Moj 1, 29, 30). I u Novome zavjetu (Rim 14, 21) postoji odredba gde je stavljeno do znanja da treba biti vegetarijanac: „Dobro je ne jesti mesa i ne piti vina i ne činiti ono na šta se brat tvoj spotiče ili sablažnjava ili slabi.” U pravoslavlju, a posebno među monasima, postoji duga tradicija bezmesne ishrane koja se, između ostalog, temelji na rečima svetog Antonija Velikog, koji u svome Ustavu otšelničkog života poručuje svakome ko kreće duhovnim životom: "Meso uopšte nemoj jesti". Hrišćanski postovi su primer povremene peskovegetarijanske i veganske ishrane. Jedan od najpoznatijih novijih hrišćanskih vegetarijanaca je bio Lav Tolstoj.
Hinduisti smatraju vegetarijanstvo idealom. Oni veruju da hrana ima osobine. Meso predstavlja agresiju i mentalno stanje znano kao "rajas", dok biljna ishrana ima kvalitet "satva" i mentalno stanje mira. Đainisti zahtevaju kako od sveštenika, tako i od laika da budu vegetarijanci.

### Duhovni razlozi
Mnogi vegetarijanci navode duhovni napredak kao glavni razlog za prestanak jedenja mesa. Lav Nikolajevič Tolstoj (1828—1910, ruski pisac) je rekao: Kada čovek slobodno i pošteno traži moralni put, prvo od čega se mora okrenuti je meso. Vegetarijanstvo je kriterijum po kojem možemo prepoznati da li je čovekovo stremljenje prema moralnoj savršenosti iskreno i ozbiljno.
Takođe u nekim istočnjačkim filozofijama i verovanjima, poput đainizma, smatra se da čovek putem mesa unosi negativnu energiju u svoj organizam. To shvatanje objašnjavaju rečima: “Čovek je ono što jede”.

### Ekološki razlozi
Danas na zemlji živi preko 6 milijardi ljudi, a Ujedinjene nacije predviđaju da će svetska populacija rasti do 2050. godine i dosegnuti brojku od 10 milijardi ljudi. Prema mnogim procenama već danas premašujemo "kapacitet podnošenja" zemlje, a šta li će tek biti kroz 50 godina kada se broj stanovnika udvostruči a zemljini kapaciteti budu bitno smanjeni. U tom smislu, proizvodnja mesa je rasipanje zemljinih ograničenih resursa jer životinjski proizvodi koriste vrlo velike količine prirodnih izvora koji bi se mogli iskoristiti za prehranu ljudi.
- Hrana. Teletu dajemo hranu koju bismo i sami mogli jesti. Tele treba većinu te hrane zbog običnih fizioloških procesa svakodnevnog življenja. Ta se hrana takođe koristi da bi se izgradili nejestivi delovi tela teleta poput kostiju. Samo se ona hrana koja je preostala nakon zadovoljavanja svih tih potreba može pretvoriti u meso i eventualno je mogu jesti ljudska bića. Potrebno je devet i po kilograma proteina koji se daju teletu da bi se proizvelo pola kile životinjskog proteina za ljude. Natrag dobijamo manje od 5 posto onoga što ulažemo.
- Zemlja. Pretpostavite da imamo jedno jutro plodne zemlje. Možemo ga koristiti da uzgajamo biljke koje su bogate proteinima, poput graška ili pasulja. Ako to učinimo, od našeg ćemo jutra dobiti između 135 i 225 kilograma proteina. Nasuprot tome, naše jutro možemo koristiti tako što ćemo uzgajati žitarice kojima ćemo hraniti životinje koje ćemo zatim ubiti i pojesti. U tom ćemo slučaju od našeg jutra dobiti između 18 i 25 kg proteina. Tako većina procjena zaključuje da biljna hrana daje oko deset puta više proteina po jutru od mesa, premda procene variraju, a razmera se ponekad penje čak do dvadeset prema jedan. (Peter Singer, "Oslobođenje životinja").
- Voda: Danas kada je sasvim jasno da će vrlo uskoro problem pitke vode doći u prvi plan svetske politike gotovo je nezamislivo koliko se njome razbacujemo. Pola kile mesa traži pedeset puta više vode od odgovarajuće količine pšenice.
- Šume: Kako bi se osigurao prostor za ispašu uzgajanih životinja dolazi do krčenja šuma. U Kostariki, Kolumbiji, Brazilu, Maleziji, Tajlandui Indoneziji krče se prašume da bi se stoci pružili pašnjaci. Tokom proteklih dvadeset i pet godina uništena je skoro polovina tropskih prašuma Srednje Amerike većim delom zato da bi se proizvela govedina za Severnu Ameriku.

### Ekonomski razlozi
Ekonomski vegetarijanci su oni koji smatraju da je kupovati meso skuplje nego kupovati povrće i da se organizmu potrebni proteini mogu jeftinije uneti povrćem. Sledstveno tome, oni smatraju proizvodnju mesa ekonomski neisplativom. Postoje i oni koji usvajaju vegetarijanstvo kao strategiju jednostavnog življenja ili su jednostavno vegetarijanci iz nužde.
Tokom Drugog svetskog rata u Velikoj Britaniji su se iz nužde promenile prehrambene navike, jer su sledovanja mesa bila striktno racionalizovana, a domaće uzgajane žitarice, voće i povrće su bili široko dostupni. Takođe, u zemljama trećeg sveta, mnogi ljudi se silom prilika hrane vegetarijanski jer je mnogo jeftinije od ishrane mesom.

### Zdravstveni razlozi
Najčešći zdravstveni razlozi zbog kojih se ljudi odlučuju za vegetarijansku ishranu su sledeći:
- smanjuje gojaznost.
- smanjuje rizik od bolesti srca, angine pektoris i infarkta (biljne namirnice snižavaju holesterol).
- smanjuje pojavu hipertenzije (vegetarijanci prosečno imaju niži pritisak nego mesojedi).
- umanjuje poremećaj varenja, naročito opstipaciju.

## Prednosti vegetarijanske ishrane
Prednosti ove vrste prehrane su višestruke. Nutricionisti tvrde da se smanjuje koncentracija masnoća u krvi koje uzrokuju povišenje srčanog pritiska, i slobodnih radikala koji su vrlo štetni. Prema najnovijim istraživanjima kod vegetarijanaca je niži procenat pojedinih vrsta tumora, kao npr. debelog creva, dojke i prostate. Zahvaljujući manjem unosu masnoća vegetarijanci imaju prosečno nižu telesnu težinu, niži krvni pritisak i ređe oboljevaju od dijabetesa tip 2.
Slikovit primer prednosti vegetarijanske prehrane je i kratka životna stopa Eskima koji se hrane samo mesom kitova i riba, za razliku od dugovečnih Tibetanaca koji se hrane poluvegetarijanski. Najnovija istraživanja pokazuju da mediteranska ishrana koja se bazira na maslinovom ulju, svežem voću i kuvanom povrću uz konzumaciju ribe predstavlja jednu od najidealnijih. S tim u skladu Svetska zdravstvena organizacija kreirala je piramidu zdrave ishrane čiju bazu predstavljaju žitarice i mahunarke, koje je preporučljivo najviše konzumirati, dok vrh čini crveno meso, šećer i so koje treba najmanje konzumirati.

## Nedostaci vegetarijanske ishrane
Proteinski unos u vegetarijanskoj dijeti je neznatno niži od ishrane mesom i može da zadovolji dnevne potrebe, uključujući atletičare i dizače tegova. Studije su pokazale da vegetarijanska dijeta pruža dovoljnu količinu proteina dokle god se koriste raznovrsni biljni izvori. Proteini se sastoje od aminokiselina, i često postoji zabrinutost da proteini iz biljnih izvora nemaju adekvatan sadržaj esencijalnih aminokiselina, koje se ne mogu sintetisati u ljudskom telu. Dok mlečni proizvodi i jaja pružaju kompletne izvore za ovolaktovegetarijance, jedini biljni izvori sa znatnim količinama svih osam tipova esencijalnih aminokiselina su soja, vučji pasulj, zrna konoplje, Salvia hispanica, amarant, heljda, i kinoja. Esencijalne masne kiseline se takođe mogu obezbediti konzumacijom različitih komplementarnih biljnih izvora, koji zajedno pružaju svih osam esencijalnih aminokiselina.
Izbegavanje ribe može dovesti do nedostatka omega 3 masnih kiselina koje služe za prevenciju kardiovaskularnih bolesti. Taj manjak može se nadoknaditi uzimanjem orašara - lešnika, badema, pistaćija. Takođe treba spomenuti mogući nedostatak vitamina B-12 koji je zastupljen u životinjskoj jetri, a ima ga i u punozrnastim žitaricama.

## Svetski dan vegetarijanstva
Svetski dan vegetarijanstva obeležava se 1. oktobra, još od 1977. godine. Toga dana, širom sveta okupljaju se vegetarijanci i svi oni koji iz bilo kog razloga prihvataju taj način ishrane. “Toga dana se podsećamo brige za prirodnu sredinu i etičkih, zdravstvenih i humanitarnih dobrobiti vegetarijanskog načina života, i približavamo vrednosti i prednosti vegetarijanstva svima onima koji ih žele ubaciti u svoj način života i ishranu.”

## Poznati vegetarijanci
Ovo su neke od poznatih istorijskih ličnosti koje su duže vreme, ili do kraja svog života, bili vegetarijanci:
- Buda[16][17][18][19][20]
- Hesiod[21][22][23]
- Pitagora[24][25]
- Empedokle
- Sokrat (sporno)[26]
- Platon
- Antisten
- Aristotel
- Diogen
- Plutarh
- Seneka
- Ciceron
- Origen
- Plinije
- Ovidije
- Plotin
- Klement Aleksandrijski
- Leonardo da Vinči
- Isak Njutn
- Žan Žak Ruso
- Volter
- Didro
- Erazmo Roterdamski
- Emanuel Kant
- Gete
- Fridrih Niče (kasnije postao antivegetarijanac )
- Vilijem Blejk
- Čarls Darvin
- Džeremi Bentam
- Aleksandar fon Humbolt
- Albert Švajcer
- Džordž Bernard Šo
- Henri Dejvid Toro
- Lav Tolstoj
- Tomas Edison
- Nikola Tesla
- Mark Tven
- Albert Ajnštajn
- Bendžamin Frenklin
- Roza Luksemburg
- Miroslav Krleža
- Franz Kafka
- Mahatma Gandi
- Bob Marli
- Bob Dilan
- Džon Lenon
- Bil Kaulic
- Linda Makartni
- Pol Makartni
- Stela Makartni
- Meri Makartni
- Barbara Bah
- Ringo Star

## Citati o vegetarijanstvu
Plutarh (rimski pisac, iz eseja O jedenju mesa):
"Ja bih, pre svega, voleo znati pod kojim je neočekivanim okolnostima i u kojem stanju uma prvi čovek stavio svoje usne na meso i krv mrtvog stvorenja, izneo na stol mrtva, ukočena tela i usudio se nazvati hranom delove tela koji su do malopre puštali glasove i krike, kretali se i živjeli?!"
Leonardo da Vinči (1452—1519, italijanski univerzalni genije, umetnik i naučnik):
"Doći će vreme kada će se ubijanje životinja promatrati istim očima kao i ubistvo čovjeka."
Džordž Bernard Šo (1856—1950, irski pisac, dobitnik Nobelove nagrade 1925.):
"Životinje su moji prijatelji, a svoje prijatelje ne jedem."
Čarls Darvin (1809—1882, engleski biolog):
"Činjenica je da najbolji radnici koje sam ikada video, čileanski rudari, žive samo od biljne hrane, tj. samo od mahunarki (pasulj, grašak, soja...)"
Fridrih Niče (1844—1900, nemački filozof):
"Sva antička filozofija bila je usmerena na jednostavnost života i učila je životu bez zahteva. U tom smislu, više su za čovečanstvo učinili vegetarijanci po filozofskom uverenju nego svi novi filozofi zajedno; i sve dok ne smognu hrabrosti da potpuno izmene svoj način života i to pokažu svojim primerom, ništa od njih."
Rihard Vagner (nemački kompozitor):
"Verujem da je celokupan život sveta stvar. Na vegetarijanstvo gledam kao na prirodnu prehranu, koja može spasiti čovečanstvo od nasilničkih tendencija i pomoći nam da se vratimo u davno izgubljeni raj."
Albert Ajnštajn (1879—1955, nemački fizičar, dobitnik Nobelove nagrade 1921):
"Ništa neće toliko pomoći ljudskom zdravlju niti povećati izglede za opstanak života na Zemlji kao prelaz na vegetarijansku ishranu."
Linda Makartni:
"Da klanice imaju staklene zidove, svi bi ljudi bili vegetarijanci."
Harvi Dajmond (pisac):
"Stavite u kolevku dete i pored njega zeca i jabuku. Ako se počne igrati s jabukom, a pokuša pojesti zeca - kupiću vam novi auto!"
Henri Dejvid Toro (1817—1862, američki pisac, filozof):
"Neki farmer mi kaže: 'Ne može se živeti samo na povrću, jer ono nema ništa od čega se prave kosti'; i on pobožno posvećuje deo dana snabdevanju svog organizma sirovinama od kojih se prave kosti; i pričajući tako ide za volovima koji, s kostima stvorenim od biljne hrane, cimaju njega i njegov tandrkavi plug preko svih prepreka."

## Literatura
- Danijel A. Dombrovski, Vegetarijanstvo - Filozofija s one strane etičke ishrane
- Ernst Ginter, Živeti bez bolesti
- Архивирано на веб-сајту  (15. октобар 2008)
- Vesna Vučičević, Vegenova
- Adam D. Shprintzen. (2013). The Vegetarian Crusade: The Rise of an American Reform Movement, 1817–1921. Chapel Hill, NC: University of North Carolina Press..

## Spoljašnje veze
- Sloboda za životinje
- Vegetarijanski priručnik za početnike Архивирано на веб-сајту  (9. мај 2008)
- Vegetarijanstvo
- Poznati vegetarijanci na stranici prijatelja životinja
- Oslobođenje životinja
- Vegetarijanska udruga iz Hrvatske
- Vegetarijansko društvo iz Engleske

## Literatura
- Peter Emery, Tom Sanders (2002). Molecular Basis of Human Nutrition. Taylor & Francis Ltd. стр. 32. ISBN 978-0-7484-0753-8.